# Šimići
Šimići (cyr. Шимићи) – wieś w Bośni i Hercegowinie, w Republice Serbskiej, w mieście Banja Luka. W 2013 roku liczyła 43 mieszkańców.